# Dasygaster melambaphes
Dasygaster melambaphes is een vlinder uit de familie van de uilen (Noctuidae). De wetenschappelijke naam van de soort is voor het eerst geldig gepubliceerd in 1925 door Alfred Jefferis Turner.
Het eerste specimen van de soort werd verzameld op de berg Mount Kosciusko in New South Wales.